# Pseudostichopus mollis
Pseudostichopus mollis är en sjögurkeart som beskrevs av Jakob Gustaf Gösta Theel 1886. Pseudostichopus mollis ingår i släktet Pseudostichopus och familjen slangsjögurkor. Inga underarter finns listade i Catalogue of Life.